# Instituto Politécnico Nacional
El Instituto Politécnico Nacional (IPN), popularmente conocido como el Politécnico o el Poli, es una institución pública mexicana de investigación y educación en niveles medio superior, superior y posgrado de las más antiguas de México. Fue fundada en la Ciudad de México en 1936, durante el gobierno del presidente Lázaro Cárdenas del Río.
Esta casa de estudios se creó siguiendo los ideales revolucionarios de reconstrucción, desarrollo industrial y económico, con el fin de ofrecer educación profesional sobre todo a las clases menos favorecidas. Con los años, se ha posicionado como una de las mejores universidades del país.
El Instituto Politécnico Nacional es considerada una de las instituciones educativas más importantes de México y de América Latina por su nivel académico, y su matrícula tiene un total de 187,999 alumnos inscritos en sus 293 programas educativos, impartidos en sus 82 unidades académicas. La calificación promedio requerida es de 7.0 a 10.0. También es una de las principales instituciones mexicanas en la formación de técnicos y profesionales en los campos de la administración, ciencia, ingeniería y nuevas tecnologías.[cita requerida]

## Historia
En 1932 surgió la idea de integrar y estructurar un sistema de enseñanza técnica, proyecto en el cual participaron destacadamente el licenciado Narciso Bassols y los ingenieros Luis Enrique Erro y Carlos Vallejo Márquez.
Sus conceptos se cristalizaron en 1936, gracias a Juan de Dios Bátiz, entonces senador de la República y al general Lázaro Cárdenas del Río, Presidente Constitucional de los Estados Unidos Mexicanos, proponiendo llevar a cabo los postulados de la Revolución Mexicana en materia educativa; dando así nacimiento a una sólida casa de estudios: el Instituto Politécnico Nacional.
Sus fundadores concibieron al Politécnico como un motor de desarrollo y espacio para la igualdad; apoyando por una parte, el proceso de industrialización del país y, por la otra, brindando alternativas educativas a todos los sectores sociales, en especial a los menos favorecidos.

### Antecedentes
Algunos eventos de importancia nacionales e internacionales previos a la creación del Instituto Politécnico Nacional fueron los siguientes:
- 1843: Creación de la Escuela de Artes y Oficios.
- 1845: Creación de la Escuela de Comercio.
- 1857: Creación de la Escuela de Agricultura y Veterinaria.
- 10 de diciembre de 1867: Creación, por decreto presidencial de Benito Juárez García, de la Escuela Nacional de Artes y Oficios para Varones.
- 1883: Aumenta el número de profesiones en el Colegio de Minería.
- 1890: Creación de una escuela práctica para maquinistas.

A partir del movimiento revolucionario iniciado en 1910:
- Se establecen carreras de formación técnica profesional: la antigua Escuela Nacional de Artes y Oficios para Varones se transforma en la Escuela Superior de Ingeniería Mecánica y Eléctrica.
- Se modifica el plan de estudios de la Escuela Superior de Comercio y Administración.
- Se crea la Escuela Nacional de Ciencias Químicas (ahora la Facultad de Química de la UNAM).
- 1920-1924: Creación de la Secretaría de Educación Pública, en sustitución de la Secretaría de Instrucción Pública, que impulsaría la educación técnica.
- Creación de la Escuela Técnica de Maestros Constructores, luego convertida en la Escuela Superior de Ingeniería y Arquitectura
- Mediados de 1923: Se organiza el Instituto Técnico Industrial, que comienza a funcionar en 1924 en la preparación de personal obrero y técnico especializado.
- 1931: Establecimiento de la Escuela Politécnica y de la Escuela Preparatoria Técnica. Establecimiento de diversas escuelas especializadas de estudios técnicos superiores.
- 1932: El secretario de Educación Pública, Narciso Bassols planteó la necesidad de organizar un sistema de enseñanza técnica, propuesta a la que se unieron los ingenieros Luis Enrique Erro y Carlos Vallejo Márquez.[19]
- 1940: La Ley Orgánica de Educación Pública establece que deben impulsarse los cursos de posgrado y la investigación científica.

### Creación del Instituto Politécnico Nacional
El 1 de enero de 1936, el periódico mexicano El Universal dio la noticia de "La creación del gran Instituto Politécnico Nacional", anunciada en el informe a la nación que dio el general Lázaro Cárdenas del Río en su primer año de gobierno. El Excélsior publicó, el 5 de enero de 1936, que el 16 de enero se iniciaban las inscripciones en el IPN: los acontecimientos se sucedieron rápidamente, y con fechas 12, 13 y 14 de enero de ese año, los principales diarios de circulación nacional publicaron invitaciones para que se inscribieran estudiantes en las prevocacionales, vocacionales y profesionales del IPN. Ese año, iniciaron clases el 16 de enero todas las escuelas técnicas que conformaban al Instituto Politécnico Nacional, cuya coordinación académica estuvo a cargo del ingeniero Juan de Dios Bátiz Paredes.
El 20 de febrero de 1937, en solemne ceremonia realizada en el Palacio de Bellas Artes, se inauguraron por vez primera los cursos del Instituto Politécnico Nacional. El presupuesto inicial para la construcción de las instalaciones fue de dos millones de pesos, y la obra estuvo a cargo del ingeniero Juan de Dios Bátiz Paredes.

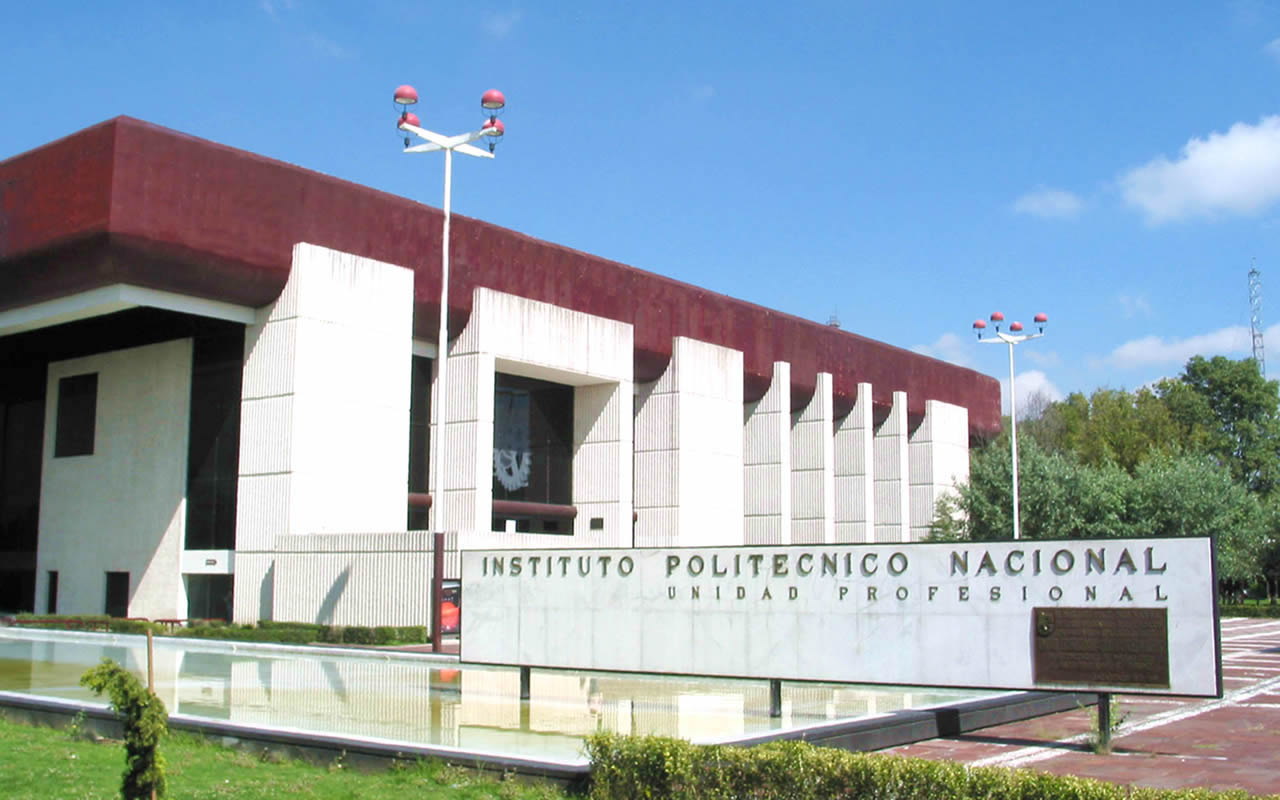
Biblioteca Nacional de Ciencia y Tecnología

El IPN se formó como una institución integrada por escuelas de diversos campos que hasta ese momento habían fungido de manera independiente como la Escuela Nacional de Medicina y Homeopatía (ENMH), la Escuela Nacional de Ciencias Biológicas (ENCB), la Escuela Superior de Comercio y Administración (ESCA), la Escuela Superior de Ingeniería Mecánica y Eléctrica (ESIME) y la Escuela Superior de Ingeniería y Arquitectura (ESIA), así como un bloque de escuelas del antiguo Instituto Técnico Industrial (ITI). En sus inicios, el IPN también contaba con seis prevocacionales y cuatro vocacionales en el Distrito Federal, además de una escuela superior en Río Blanco, Veracruz y once prevocacionales en distintos estados de la provincia.[cita requerida]
De manera peculiar, el IPN surgió sin tener una Ley Orgánica y, como consecuencia de ello, sin contar con la figura de un director general. Quien asume esa posición fue Juan de Dios Bátiz, director del Departamento de Educación Técnica Industrial y Comercial (DETIC). Fue hasta el 20 de febrero de 1937 cuando, en una ceremonia realizada en el Palacio de Bellas Artes, se fundó oficialmente el Instituto Politécnico Nacional. Se designó a Roberto Medellín Ostos como director general.[cita requerida]
Las instalaciones politécnicas estaban conformadas por diversos edificios, básicamente en el actual centro histórico de la Ciudad de México, así como con el patrimonio politécnico de la exhacienda del Casco de Santo Tomás. El proyecto inicial apuntaba a desarrollar la infraestructura dentro del Casco de Santo Tomás, plan que pronto se llevaría adelante.[cita requerida]
El proyecto cardenista proponía el inminente desarrollo industrial del país; para tales efectos, era urgente contar con cuadros tanto de obreros (prevocacionales) y técnicos (vocacionales) como profesionistas (escuelas superiores y nacionales) que aportaran el capital humano de origen nacional y que generaran el conocimiento para la formación de un México industrializado. Como consecuencia del llamado proyecto de educación socialista, la cobertura inicial estaba claramente orientada a los hijos de los trabajadores del campo y la ciudad.[cita requerida]

### Consolidación
Durante la gestión del director general Alejo Peralta y Díaz Ceballos, se dotó de terrenos al IPN, para lo cual se expropiaron los ejidos de Santa María Ticomán y de San Pedro Zacatenco, con extensiones de 213 hectáreas, el primero, y 43 hectáreas, el segundo.[cita requerida]
En 1958, se iniciaron las obras de lo que hoy es la Unidad Profesional "Adolfo López Mateos" y el 19 de marzo de 1959 el propio Adolfo López Mateos, entonces presidente de México, acompañado por el Subsecretario de Educación Pública, Jaime Torres Bodet, y el entonces director general del IPN, Eugenio Méndez Docurro, inauguraron los primeros cuatro edificios en Zacatenco, que fueron ocupados por la Escuela Superior de Ingeniería Mecánica y Eléctrica (ESIME) y por la Escuela Superior de Ingeniería y Arquitectura (ESIA).[cita requerida]

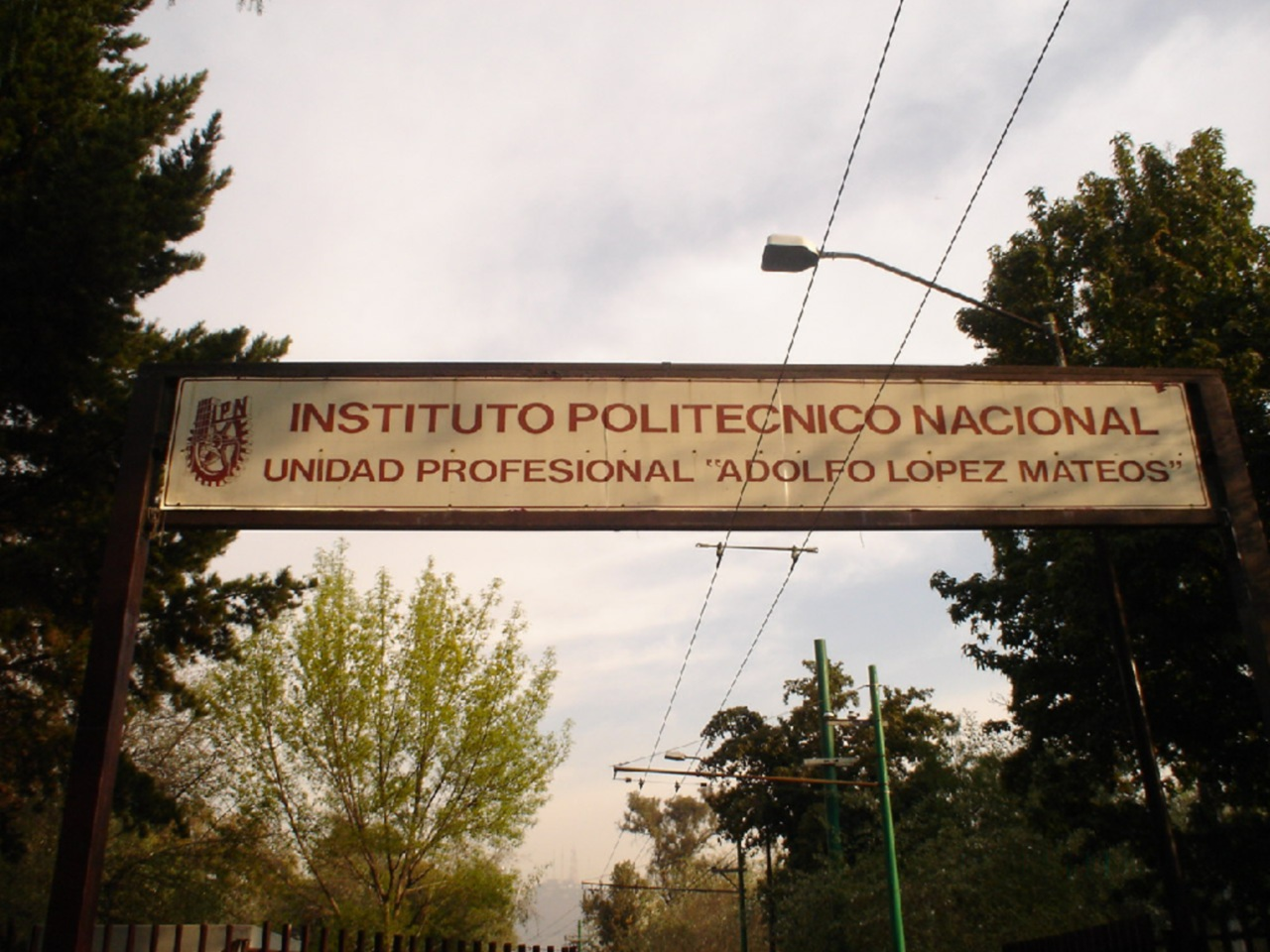
Anuncio de entrada a la Unidad Profesional "Adolfo López Mateos", del IPN.

En 1937, al crearse el Instituto Politécnico Nacional, las diferentes escuelas superiores y vocacionales se encontraban esparcidas en diferentes puntos de la ciudad, por lo que Juan de Dios Bátiz Paredes logró, gracias al entonces presidente de la República, Lázaro Cárdenas del Río, expropiar esos terrenos. Las escuelas eran en ese entonces la Escuela Superior de Ingeniería Mecánica y Eléctrica (ESIME), la ESC (Construcción), la Escuela Superior de Comercio y Administración (ESCA), la Escuela Nacional de Ciencias Biológicas (ENCB), la ESIT (Textil), ESMR (Medicina), que se juntaron en el primer campus, situado en Tlatilco y Santo Tomás, en el centro de la ciudad, conocido popularmente como el Casco de Santo Tomás. Estas instalaciones son las que se convertirían, en 1981, en la Unidad Profesional “Lázaro Cárdenas”.
En la década de 1950, se construyeron diversos edificios en el área de Santo Tomás, los cuales formarían parte de la Ciudad Politécnica. Sin embargo, se apreció que no serían suficientes para cubrir las necesidades del instituto, que aumentaban rápidamente, por lo que el ingeniero Alejo Peralta y Díaz Ceballos, apoyado por el presidente Adolfo Ruiz Cortines, buscó alternativas de solución, y seleccionó para ello la zona de Zacatenco, además del proyecto que se realizaba en Santo Tomás.[cita requerida]

En 1956, Nicandro Mendoza, siendo estudiante de medicina y fungiendo como presidente de la Federación Nacional de Estudiantes Técnicos (FNET), encabezó entre los meses de abril a junio de ese año, la "Huelga del 56 del IPN" que movilizó a más de cien mil estudiantes de todos los niveles educativos del país. En ella, se volvía a reclamar la promulgación de la Ley Orgánica que diera existencia legal al IPN; el establecimiento del Sistema Nacional de Enseñanza Técnica; así como por "...más horas de clase, mas maestros, más laboratorios, más talleres, más aulas, por la construcción de la Ciudad Politécnica. Por más becas, más casas hogar, más hogares colectivos y por la construcción de internados para que se ampliaran las oportunidades de educación de los hijos de obreros y campesinos" Meses después, en pleno periodo vacacional de los politécnicos, el domingo 23 de septiembre, por la madrugada, el Ejército y la policía, dando a conocer la "Operación P" al  director general del IPN, Alejo Peralta Díaz Ceballos, tomaron la instalaciones del internado del IPN y tras llamado de corneta al amanecer y reunión de los internos en el comedor del internado, se hace de su conocimiento el cierre oficial del internado, así como su sustitución por la ayuda de una beca para gastos de manutención que se daría a los alumnos internos que acreditaran su identidad con documentos oficiales Los alumnos, familiares y otras personas que no se pudieron identificar, se les encerró en cárcel. Días después, Nicandro Mendoza, Mariano Molina y otros integrantes del comité estudiantil CEN de la FNET fueron detenidos y enviados a Lecumberri acusados del nefasto delito de disolución social donde fueron liberados hasta 1958 cuando asume la presidencia Adolfo López Mateos En medio de circunstancias difíciles, como esta huelga que finalizó con el cierre del internado, se estaba construyendo lo que se denominó la “Ciudad Politécnica”, en contrapartida a la que en el Pedregal de San Ángel se llamaba Ciudad Universitaria. Sin embargo, los paralelismos desmerecían mucho en relación con lo que se estaba construyendo en los alrededores del Casco de Santo Tomás; tanto que se lo consideraba como una burla.[cita requerida]

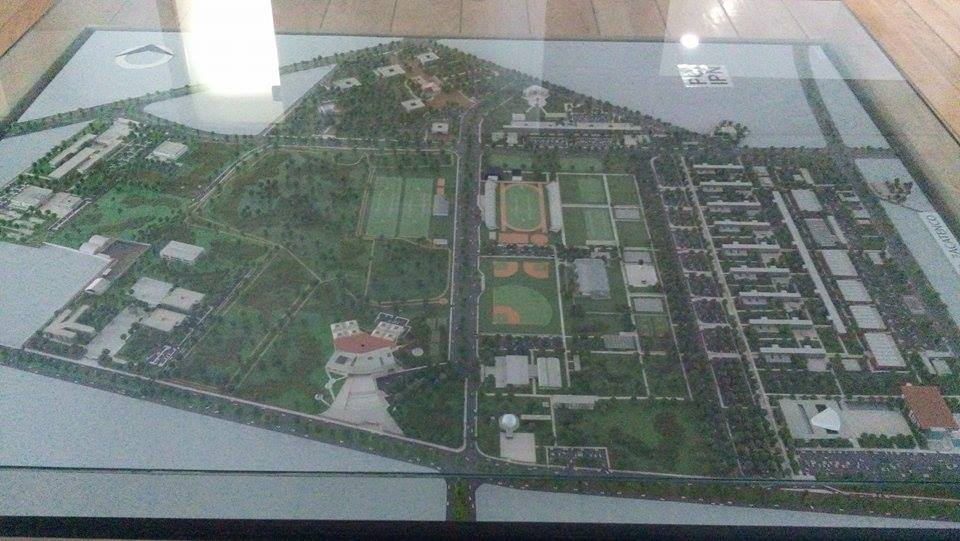
Maqueta de la Unidad Profesional Adolfo López Mateos Zacatenco con sus construcciones en 2015.

El sismo del 28 de julio de 1957 derrumbó edificios ya construidos en Santo Tomás; otros sufrieron daños irreparables, por lo que se aceleraron las acciones en Zacatenco; se expropiaron terrenos, se planearon las construcciones y se diseñaron los edificios e instalaciones contemplados en el proyecto general. En 1958, las obras iniciaron bajo la coordinación del arquitecto Reynaldo Pérez Rayón, quien utilizó sus propios diseños, empleando técnicas novedosas de construcción para la época, como las estructuras de fierro soldadas al tope, entre otras que le valieron el reconocimiento general y méritos suficientes para la obtención del Premio Nacional de Ciencias y Artes, en 1976.[cita requerida]
El 19 de marzo de 1959, el presidente de la República, Adolfo López Mateos, el secretario de Educación Pública, Jaime Torres Bodet, y el entonces director general del IPN, Eugenio Méndez Docurro, inauguraron los cuatro primeros edificios construidos en el área de Zacatenco, que fueron ocupados por la ESIME y la ESIA. Ese acontecimiento marcó el nacimiento de la Unidad Profesional "Adolfo López Mateos".
El licenciado Adolfo López Mateos cumplió su promesa, y el día 17 de agosto de 1964, inauguró la Unidad Profesional con ocho edificios terminados, así como los laboratorios ligeros, las oficinas de la dirección general, el centro cultural y las áreas deportivas, con lo que pudieron laborar las escuelas de ingeniería y de ciencias físico matemáticas.

### Demanda y descentralización
A la demanda de estudiantes que se incrementó en la década de 1970, se realizaron construcciones para la descentralización del IPN con la Unidad Profesional Interdisciplinaria de Ingeniería y Ciencias Sociales y Administrativas (UPIICSA) en Iztacalco, la ESIME Xocongo (la cual dejó de operar en 1985), la ESIME Culhuacán, la Escuela Superior de Ingeniería y Arquitectura (ESIA) Tecamachalco (Arquitectura), la ESCA Tepepan, y posteriormente se creó la ESIME Azcapotzalco.
En la década de 1980, unos apartados de la ESIA (Civil) y ESIME Zacatenco, en Ticomán, se descentralizaron de estas, y se crearon las unidades de la ESIA Ticomán (Ciencias de la Tierra) y de la ESIME Ticomán que, junto con la ENMH (Medicina), la EST (Turismo), la UPIBI y la UPIITA, crearon la llamada Zona Ticomán.[cita requerida]
En el 2008, en el parque industrial Guanajuato Puerto Interior, ubicado en el municipio de Silao de la Victoria, en el estado de Guanajuato, se creó la Unidad Profesional Interdisciplinaria de Ingeniería Campus Guanajuato (UPIIG), que ofrecería las carreras de ingeniería aeronáutica, ingeniería en sistemas automotrices, ingeniería industrial, ingeniería farmacéutica e ingeniería en biotecnología, y fue la primera unidad foránea del IPN en su historia. Tiempo después, en el municipio vecino de León, se creó el CECyT 17, que ofrecería carreras técnicas tales como la de técnico en aeronáutica, técnico en sistemas automotrices, técnico en metrología y control de calidad, técnico en alimentos, técnico en administración de empresas turísticas y técnico en comercio internacional.
En el 2009, en la ciudad de Zacatecas, Zacatecas, iniciaron actividades administrativas la Unidad Profesional Interdisciplinaria de Ingeniería Campus Zacatecas (UPIIZ, y posteriormente, en enero del 2010, ingresó la primera generación a cuatro carreras: ingeniería en sistemas computacionales, ingeniería en alimentos, ingeniería ambiental e ingeniería mecatrónica. En el 2014, se agregó a su oferta educativa la carrera de ingeniería metalúrgica como convenio con el clúster minero del estado. Ese mismo año, se autorizó la apertura del Centro de Estudios Científicos y Tecnológicos (CECyT) 18, con la oferta educativa de técnico en sistemas digitales y técnico laboratorista químico.
En 2020 se inició la construcción de la Unidad Profesional Interdisciplinaria de Ingeniería Campus Palenque (UPIIP) en el estado de Chiapas, el cual planea culminar las obras en el mes de septiembre de 2024. Sin embargo dio inicio con la primera generación de estudiantes del ciclo 2020-2021, en las carreras: ingeniería civil, ingeniería ferroviaria, ingeniería biotecnológica y licenciatura en turismo sustentable.
A inicios del 2024 se dio a conocer la construcción de la Unidad Profesional Interdisciplinaria de Ingeniería Campus Puebla (UPII Puebla) en el estado de Puebla, el cual planea culminar las obras en el mes de septiembre de 2024, que contará con las carreras: Ingeniería en alimentos, ingeniería en control y automatización, ingeniería en inteligencia artificial, ingeniería en sistemas automotrices y licenciatura en ciencia de datos. Así mismo se creará el CECyT 20 con finalización de infraestructura para finales del 2024 y el cual ya daría inicio de clases el 26 de agosto del mismo año.

### Controversia: Hackeo al IPN y filtración de datos en la dark web: Hackeo al IPN y filtración de datos en la dark web
El 4 de diciembre de 2024, se reportó un incidente de ciberseguridad que afectó al Instituto Politécnico Nacional (IPN), donde se registró el hackeo de sus sistemas. Según el medio Publimetro, los atacantes lograron acceder a información sensible relacionada con el examen simulador, filtrando datos personales de alrededor de 151,000 usuarios. Estos datos fueron posteriormente puestos a la venta en la dark web, exponiendo información privada de estudiantes y usuarios involucrados en estos procesos académicos.
El hecho ha suscitado preocupación pública, ya que revela vulnerabilidades en los protocolos de ciberseguridad de una de las instituciones educativas más importantes de México. Hasta la fecha, el IPN no ha emitido un comunicado oficial completo sobre las causas del ataque ni las medidas para evitar futuras ocurrencias. Este incidente resalta la importancia de robustecer las estrategias de protección frente a ciberataques que afectan a instituciones clave del sector educativo.

### Movimiento estudiantil de 1968
En 1968 el IPN fue autor de uno de los movimientos estudiantiles más emblemáticos e históricos de México, un movimiento en el que su pliego petitorio iba centrado y con un peso mayor en demandas de orden político, particularmente sobre la vida democrática de nuestro país.
El movimiento se originó el 22 de julio del mismo año, durante una riña entre la Vocacional 2 y la Vocacional 5 del Instituto Politécnico Nacional (IPN) y la Preparatoria Isaac Ochoterena, incorporada a la Universidad Nacional Autónoma de México (UNAM) en la cual, las autoridades llamaron a un grupo de granaderos que atacó a los estudiantes, dado este acontecimiento, estudiantes del IPN (específicamente de la Vocacional 2 y 5) comenzaron a convocar a marchas que partían del Casco de Santo Tomás a la Ciudad Politécnica de Zacatenco, y del Casco de Santo Tomás al Zócalo de la Ciudad de México, en las cuales se unieron escuelas de nivel superior del mismo Politécnico, para que el 30 de julio de 1968 el ejército interfiriera contra los estudiantes y contra la autonomía universitaria derrumbando las puertas de la preparatoria San Ildefonso con una bazuka, así la UNAM entra en el conflicto.
Dados estos acontecimientos, representantes del IPN crearon el Consejo Nacional de Huelga (CNH) el cual les dio una representatividad indiscutible e hizo que las asambleas estudiantiles fueran las principales plataformas para la organización y el debate. Una vez incorporada la UNAM al conflicto junto con el IPN, entraron en paro indefinido Vocacionales y Preparatorias y a su vez realizaron una marcha que iba contra la violencia policial (principalmente), a esta, se les unieron miembros del Partido Comunista Mexicano, pero dicha marcha fue reprimida por los granaderos. A partir de aquí, la UNAM, el IPN, la Universidad Autónoma de Chapingo, El Colegio de México y otras entidades universitarias del país se unieron al movimiento, declarándose oficialmente en paro indefinido de labores.
Una vez realizada la marcha, las autoridades reportaron autobuses quemados y estallidos de artefactos explosivos. Decenas de jóvenes fueron detenidos y en el Zócalo, se desplegaron decenas de militares y tanquetas. El ejército (ya teniendo detenidos a los estudiantes) tomó las instalaciones del IPN y de la UNAM, sin embargo, esto no logró contener al CNH.
Más tarde, y como protesta contra la invasión de la autonomía universitaria, el rector de la UNAM (en ese entonces) Javier Barros Sierra renunció a su cargo.
El movimiento se contuvo hasta la tarde del 2 de octubre, día en el que los estudiantes habían convocado a una nueva marcha de protesta que partiría de la PLaza de las Tres Culturas en Tlatelolco. Cientos de soldados del ejército mexicano rodearon el sitio junto con el Batallón Olimpia quienes pusieron en marcha la Operación Galeana, los estudiantes al ver la presencia del cuerpo militar y la negación del diálogo por parte del gobierno de Gustavo Díaz Ordaz, anunciaron la cancelación de dicha marcha para evitar la violencia, pero al hacer el anuncio, inició una balacera imparable contra la multitud, dejando así, una terrible matanza en Tlatelolco, en la plaza de las Tres Culturas que marcaría un antes y un después en la historia de México y de la educación pública.

### Movimiento estudiantil del 2014
El movimiento estudiantil #TodosSomosPolitécnicos del año 2014 tuvo origen el 17 de septiembre en la Escuela Superior de Ingeniería y Arquitectura (ESIA) de la Unidad Zacatenco, la cual llevaba una semana de paro indefinido debido a que los alumnos estaban inconformes con la aprobación de la reforma al reglamento interno del IPN y a las modificaciones de los planes de estudio, a lo cual llamaron a una manifestación para enaltecer su derecho a una consulta "amplia, discutida, informada y participativa".
Dicho eso, la Dirección General del Instituto Politécnico Nacional hizo todo lo contrario, limitando el derecho al voto y la participación sobre los posibles cambios del plan educativo. La molestia fue evidente, ya que lo más factible era tomar una decisión en conjunto con los alumnos, representantes, profesores y trabajadores internos del Instituto, sin embargo, esto no pudo ser así.
El 25 de septiembre, los alumnos del Politécnico salieron a las calles para protestar su desacuerdo con el nuevo plan de estudios y las reformas al reglamento interno, pero, para el 26 de ese mismo mes la entonces directora general del IPN, la Dra. Yoloxóchitl Bustamente Diez, salió a exponer su postura ante lo sucedido el día anterior, proclamando su enojo y diciendo que: "el movimiento estudiantil era una movilización externa" y, que los involucrados "no eran estudiantes del Politécnico".
Dado este acontecimiento, el 28 de septiembre el alumnado convocó a una asamblea para que el 30 realizaran una protesta a la que denominaron "La marcha de las credenciales". La cual, tuvo como misión recurrir a la Secretaría de Gobernación. El movimiento fue tan viral en redes sociales y medios de comunicación tradicionales que se crearon hashtags para marcar más tendencia, entre los cuales se encontraban: #TodosSomosPolitécnicos, #LaMarchaDeLasCredenciales y #NoAlPlanDeEstudios.
A su vez, proclamaron el descontento de ser asignados como: técnico superior universitario o técnico especializado; sin importar que su vocación es la ingeniería. Es decir, una vez concluidos sus estudios de nivel superior, los alumnos en lugar de salir como ingenieros, arquitectos o licenciados, saldrían como técnicos en dicha rama con un título universitario que lo avalaba.
Una de las estrategias que usaron los alumnos fue el uso de las nuevas tecnologías como lo fueron las redes sociales, lo cual aumentó su difusión rápidamente a pasos gigantescos, mientras que la dirección general del Instituto no contaba con algún vocero que los ayudara a tener una postura, ni manejaron el uso de redes sociales, por lo que la directora Yoloxóchitl nunca pudo comunicar una postura mediante redes sociales, debido a que ella no contaba tampoco con dichas plataformas. 
También el movimiento recibió apoyo por parte de otras escuelas tanto del sector público como privado, en las cuales se encontraban la Universidad Nacional Autónoma de México (UNAM) y la Universidad Tecnológica de México (UNITEC).
Otra problemática que se enfrentó durante el movimiento del IPN, fue la doble moral que el gobierno de Enrique Peña Nieto mostraba, ya que por una parte del país apoyaba y enaltecia la grandeza de sus estudiantes, mientras que en otra parte los limitaron y retrocedieron con sus estudios con la desaparición de 43 estudiantes normalistas de Ayotzinapa el 26 de septiembre.
Después de días de protestas, el 3 de octubre de 2014 confirmaron la renuncia de la Dra. Yoloxóchitl Bustamante Diez como directora del IPN, ya con un movimiento con poca fuerza en redes y medio de comunicación, nombraron enseguida a Enrique Fernández Fassnacht como nuevo director general del Instituto, con el único objetivo de reanudar clases lo antes posible y la nueva administración académica a principios de 2015.

## Estructura interna

### Lista de directores generales
El aparato de gobierno del IPN está conformado por los órganos supremos del Consejo General Consultivo y la Dirección General. El 3 de octubre de 2014, como una de las principales demandas del Movimiento Estudiantil Todos Somos Politécnico, Yoloxóchitl Bustamante Díez presentó al Poder Ejecutivo Federal su renuncia como directora general (que había recibido en diciembre del 2009). La renuncia fue aceptada por el presidente Enrique Peña Nieto, y no se anunció a un nuevo director. El 20 de noviembre del 2014, tras una negociación con integrantes del movimiento estudiantil, la Secretaría de Educación Pública designó a Enrique Fernández Fassnacht como director general del IPN. Terminado el trienio de Fassnacht, siendo aún presidente Enrique Peña Nieto, se nombró el 20 de noviembre de 2017 a Mario Alberto Rodríguez Casas como nuevo director general para el periodo 2017-2020; al finalizar su trienio, Rodríguez Casas no logró la renovación y el siguiente director general fue Arturo Reyes Sandoval, quien fue nombrado por el presidente en turno, Andrés Manuel López Obrador, el 16 de diciembre de 2020, publicado en la Gaceta del IPN identificada como 'selecciones' con número 134 del mismo año.
Los directores generales del Instituto Politécnico Nacional han sido los siguientes:
- 1936: Juan de Dios Bátiz Paredes
- 1937: Roberto Medellín Ostos
- 1938-1939: Miguel Bernard Perales
- 1939-1940: Manuel Cerrillo Valdivia
- 1940-1942: Wilfrido Massieu
- 1943-1944: José Laguardia Núñez
- 1944-1947: Manuel Sandoval Vallarta
- 1947-1948: Gustavo Alvarado Pier
- 1948-1950: Alejandro Guillot Schiaffino
- 1950-1953: Juan Manuel Ramírez Caraza
- 1953-1959: Alejo Peralta
- 1959-1962: Eugenio Méndez Docurro
- 1963-1964: José Antonio Padilla Segura
- 1965-1970: Guillermo Massieu Helguera
- 1970-1973: Manuel Zorrilla Carcaño
- 1974-1976: José Gerstl Valenzuela
- 1976-1979: Sergio Viñals Padilla
- 1979-1982: Héctor Mayagoitia Domínguez
- 1982-1985: Manuel Garza Caballero
- 1985-1988: Raúl Talán Ramírez
- 1988-1994: Óscar Joffre Velázquez
- 1994-2000: Diódoro Guerra Rodríguez
- 2000-2003: Miguel Ángel Correa Jasso
- 2003-2009: José Enrique Villa Rivera
- 2009-2014: Yoloxóchitl Bustamante Díez
- 2014-2017: Enrique Fernández Fassnacht
- 2017-2020: Mario Alberto Rodríguez Casas
- 2020 a la fecha: Arturo Reyes-Sandoval

### Organización
De la Dirección General dependen varias oficinas directamente, entre las que se encuentran el Centro Nacional de Cálculo (Cenac), la Presidencia del Decanato y la Oficina del Abogado General. La ley orgánica y el reglamento orgánico del instituto definen como organismos de apoyo al Cenac y a la Estación de Televisión XEIPN Canal Once de la Ciudad de México (Canal Once); por otro lado, definen como organismos auxiliares al Centro de Investigación y de Estudios Avanzados (Cinvestav), a la Comisión de Operación y Fomento de Actividades Académicas y al Patronato de Obras e Instalaciones. A la estación de radiodifusión XHIPN-FM 95.7 MHZ la definen como unidad de soporte, al igual que a la Orquesta Sinfónica del IPN, a la Defensoría de los Derechos Politécnicos y a la Unidad Politécnica de Gestión con Perspectiva de Género.
A 2021, el instituto se organizó en cinco secretarías de área: Académica, de Investigación y Posgrado, de Innovación e Integración Social, de Servicios Educativos y de Administración, cada una con sus respectivas direcciones de coordinación directamente dependientes. Las diferentes unidades académicas, de investigación, de vinculación y centros de investigación dependen transversalmente de estas secretarías de área y sus direcciones.

## Oferta

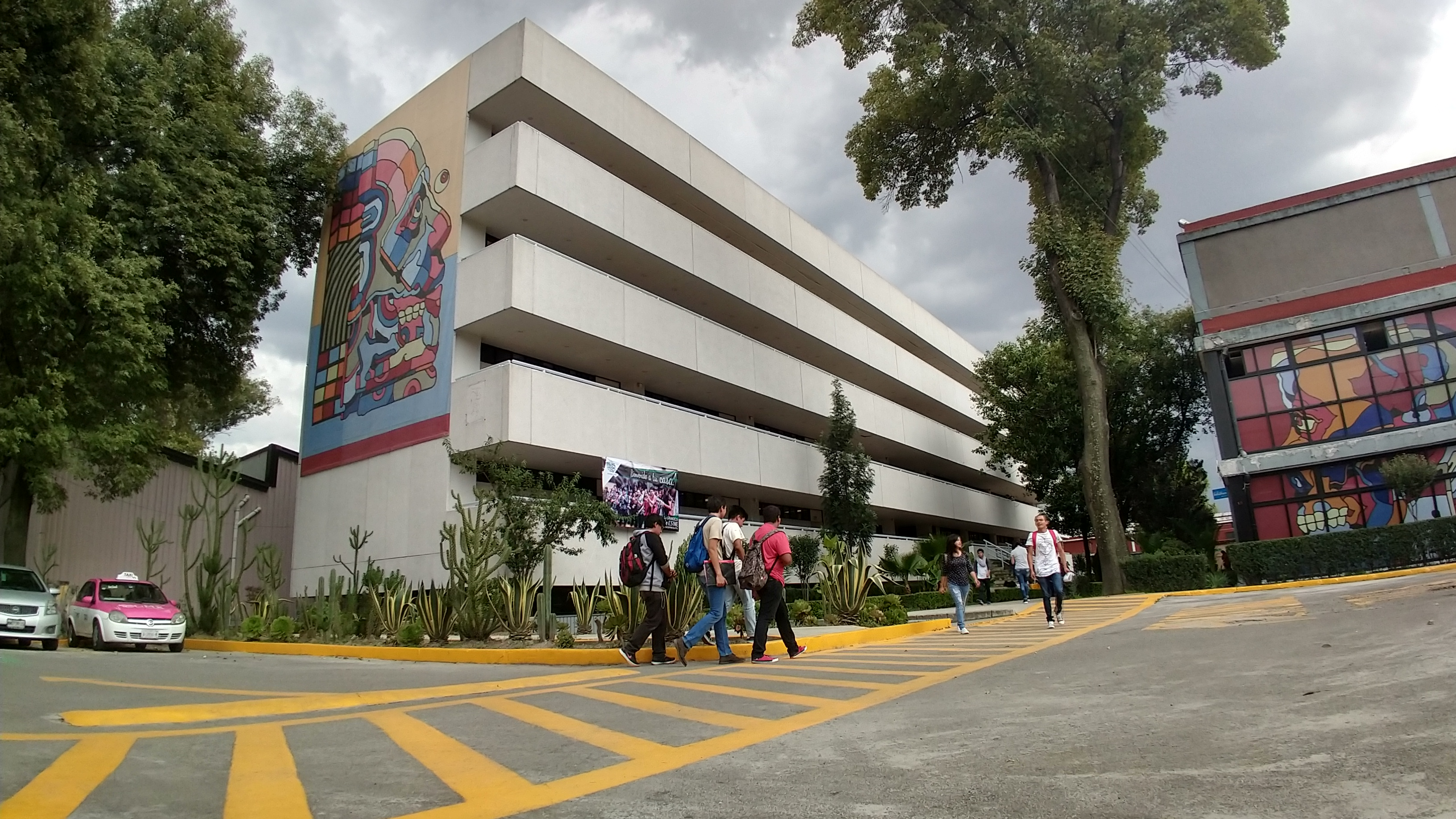
ESIME Azcapotzalco.

El Instituto cuenta, a 2021, con noventa unidades académicas, de investigación, de vinculación y apoyo ubicadas en 32 municipios en veinticuatro entidades mexicanas. El Instituto realiza sus funciones sustantivas de docencia, investigación científica y tecnológica y extensión y difusión de la cultura fundamentalmente a través de sus unidades académicas. Al frente de cada unidad académica habrá un director o directora designada por el o la titular de la Dirección General.
A diferencia de la UNAM, en el que opera el pase reglamentado, el IPN realiza exámenes de selección para el ingreso a nivel superior a todos los aspirantes sin importar su procedencia, con base en el artículo 7 del Reglamento General de Estudios del Instituto Politécnico Nacional.
En el 2020, el Instituto Politécnico Nacional ofreció 299 programas educativos: 57 carreras técnicas, 78 carreras de nivel superior y 164 programas de nivel posgrado. En este último grado de estudios el instituto contó con 38 especialidades, 80 maestrías y 46 doctorados. En el 2018, contó con una matrícula inscrita de 180 mil 801 estudiantes, de los cuales 65 519 alumnos correspondieron al nivel medio superior, 108 436 alumnos al nivel superior y 6 846 de nivel posgrado.

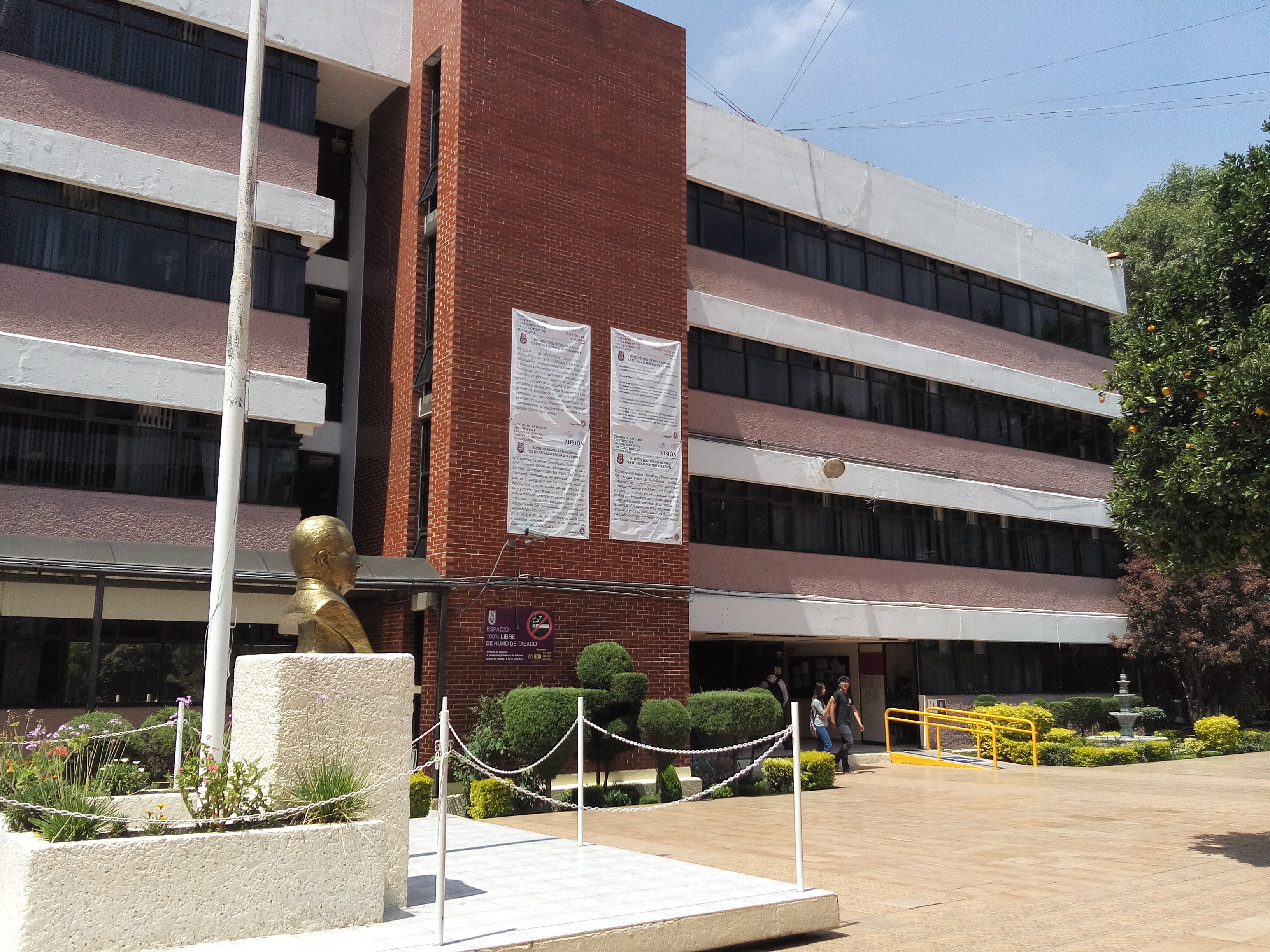
Plaza Roja (plaza Cívica) del CECyT núm. 6 Miguel Othón de Mendizábal

## Organización

### Nivel medio superior
- Centro de Estudios Científicos y Tecnológicos (CECyT) n.º 1 “Gonzalo Vázquez Vela”
- CECyT n.º 2 “Miguel Bernard Perales”
- CECyT n.º 3 “Estanislao Ramírez Ruiz”
- CECyT n.º 4 “Lázaro Cárdenas”
- Centro de Estudios Científicos y Tecnológicos n.º 5 "Benito Juárez García"
- Centro de Estudios Científicos y Tecnológicos n.º 6 "Miguel Othón de Mendizábal"
- CECyT n.º 7 “Cuauhtémoc”
- CECyT n.º 8 “Narciso Bassols García”
- Centro de Estudios Científicos y Tecnológicos n.º 9 "Juan de Dios Bátiz Paredes"
- CECyT n.º 10 “Carlos Vallejo Márquez”
- CECyT n.º 11 “Wilfrido Massieu”
- CECyT n.º 12 “José María Morelos y Pavón”
- CECyT n.º 13 “Ricardo Flores Magón”
- CECyT n.º 14 “Luis Enrique Erro Soler”
- CECyT n.º 15 “Diódoro Antúnez Echegaray”
- CECyT n.º 16 “Hidalgo”
- CECyT n.º 17 “Guanajuato”
- CECyT n.º 18 “Zacatecas”
- CECyT n.º 19 “Leona Vicario, Tecámac”
- CECyT n.º 20 “Natalia Serdán Alatriste, Puebla”
- Centro de Estudios Tecnológicos (CET) n.º 1 “Walter Cross Buchanan”

### Nivel superior

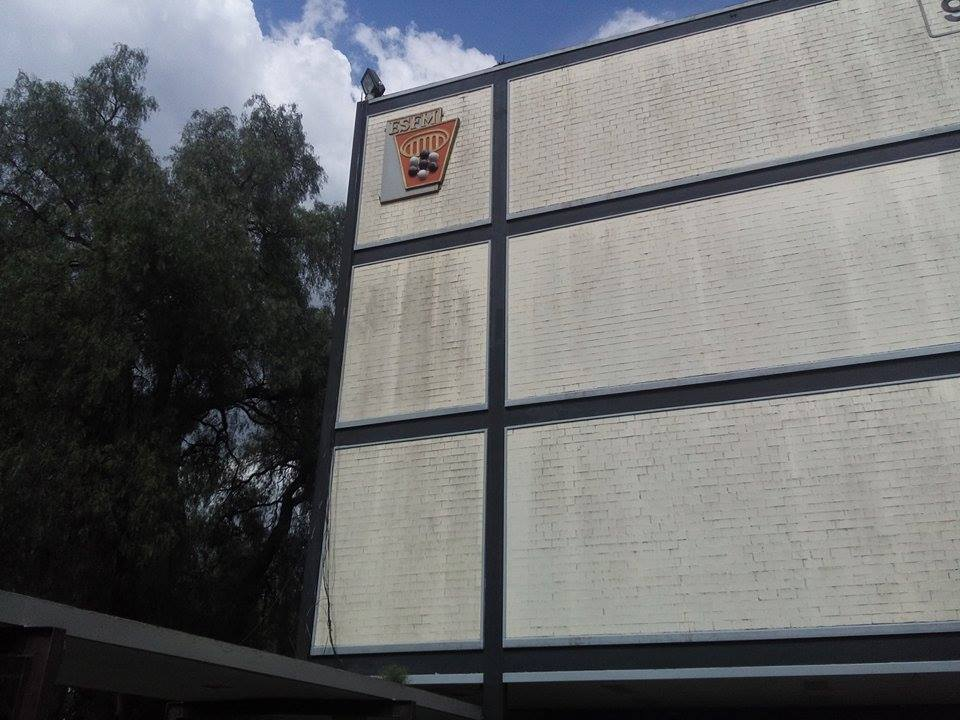
Fachada lateral (poniente) del edificio nueve de la Unidad Profesional Adolfo López Mateos Zacatenco, perteneciente a la Escuela Superior de Física y Matemáticas. Se aprecia en la parte superior el escudo de dicha escuela.

- Centro Interdisciplinario de Ciencias de la Salud Unidad Santo Tomás (CICS UST)
- Centro Interdisciplinario de Ciencias de la Salud Unidad Milpa Alta (CICS UMA)
- Escuela Nacional de Biblioteconomía y Archivonomía (ENBA)
- Escuela Nacional de Ciencias Biológicas (ENCB)
- Escuela Nacional de Medicina y Homeopatía (ENMH)
- Escuela Superior de Medicina (ESM)
- Escuela Superior de Enfermería y Obstetricia (ESEO)
- Escuela Superior de Comercio y Administración (ESCA)
- Escuela Superior de Economía (ESE)
- Escuela Superior de Turismo (EST)
- Escuela Superior de Ingeniería Mecánica y Eléctrica (ESIME)
- Escuela Superior de Ingeniería y Arquitectura (ESIA)
- Escuela Superior de Ingeniería Química e Industrias Extractivas (ESIQUE)
- Escuela Superior de Ingeniería Textil (ESIT)
- Escuela Superior de Física y Matemáticas (ESFM)
- Escuela Superior de Cómputo (ESCOM)
- Unidad Profesional Interdisciplinaria en Ingeniería y Tecnologías Avanzadas (UPIITA)
- Unidad Profesional Interdisciplinaria de Ingeniería y Ciencias Sociales y Administrativas (UPIICSA)
- Unidad Profesional Interdisciplinaria de Energía y Movilidad (UPIEM)
- Unidad Profesional Interdisciplinaria de Biotecnología (UPIBI)
- Unidad Profesional Interdisciplinaria de Ingeniería Campus Coahuila
- Unidad Profesional Interdisciplinaria de Ingeniería Campus Guanajuato
- Unidad Profesional Interdisciplinaria de Ingeniería Campus Hidalgo
- Unidad Profesional Interdisciplinaria de Ingeniería Campus Palenque
- Unidad Profesional Interdisciplinaria de Ingeniería Campus Zacatecas
- Unidad Profesional Interdisciplinaria de Ingeniería Campus Tlaxcala
- Unidad Profesional Interdisciplinaria de Ingeniería Alejo Peralta (UPIIAP)[36]

### Centros de investigación
- Centro de Biotecnología Genómica (CBG)
- Centro de Desarrollo de Productos Bióticos (CEPROBI)
- Centro de Innovación y Desarrollo Tecnológico en Cómputo (CIDETEC)
- Centro de Investigación e Innovación Tecnológica (CIITEC) Unidad Azcapotzalco
- Centro de Investigación en Biotecnología Aplicada (CIBA) Unidad Tlaxcala
- Centro de Investigación en Ciencia Aplicada y Tecnología Avanzada (CICATA) Unidad Altamira
- CICATA Unidad Legaria
- CICATA Unidad Querétaro
- Centro de Investigación en Computación (CIC)
- Centro de Investigación y Desarrollo de Tecnología Digital (CITEDI) Unidad Tijuana
- Centro de Nanociencias y Micro y Nanotecnologías (CNMN)
- Centro Interdisciplinario de Ciencias Marinas (CICIMAR)
- Centro de Investigaciones Económicas, Administrativas y Sociales (CIECAS)
- Centro Mexicano para la Producción más Limpia (CMP+L)
- Centro Interdisciplinario de Investigación para el Desarrollo Integral Regional (CIIDIR) Unidad Durango
- CIIDIR Unidad Michoacán
- CIIDIR Unidad Oaxaca
- CIIDIR Unidad Sinaloa
- Centro Interdisciplinario de Investigación y Estudios sobre Medio Ambiente y Desarrollo (CIIEMAD)[37]
- Planetario Luis Enrique Erro

### Red de Centros de Vinculación y Desarrollo Regional (CVDR Y CIITA)[38]

#### Centros de Vinculación y Desarrollo Regional CVDR
CVDR Campeche, CVDR Cancún, CVDR Culiacán, CVDR Durango, CVDR Los Mochis, CVDR Mazatlán, CVDR Tampico, CVDR Tijuana, CVDR Tlaxcala.

#### Centros de Innovación e Integración de Tecnologías Avanzadas CIITA
CIITA Chihuahua, CIITA Veracruz, CIITA Puebla

### Centros de apoyo educativo (formación de lenguas extranjeras)
- CENLEX Zacatenco
- CENLEX Santo Tomás
- CELEX ESIME Culhuacán
- CELEX UPIITA
- CELEX ESCOM

### Secretarías, Direcciones y otras entidades
- Secretaría General
- Secretaría de Administración
- Secretaría Académica
- Secretaría de Servicios Educativos
- Secretaría de Innovación e Integración Social
- Secretaría de Investigación y Posgrado
- Dirección de Administración Escolar
- Dirección de Actividades Deportivas
- Dirección de Bibliotecas y Publicaciones
- Dirección de Capital Humano
- Dirección de Educación Media Superior DEMS
- Dirección de Difusión de Ciencia y Tecnología
- Dirección de Difusión Cultural
- Dirección de Egresados y Servicio Social - IPN
- Dirección de Incubación de Empresas Tecnológicas
- Dirección de Investigación
- Dirección de Prospectiva e Inteligencia Tecnológica, TecnóPoli
- Dirección de Recursos Financieros
- Dirección de Relaciones Internacionales
- Dirección de Servicios Empresariales y Transferencia Tecnológica
- Dirección de Servicios Generales DSG
- Dirección de Vinculación y Desarrollo Regional
- Decanato
- Defensoría de los Derechos Politécnicos (Secretaría General)
- Unidad Politécnica de Gestión con Perspectiva de Género (Secretaría General)

## Órganos descentralizados

### Centro de Investigación y de Estudios Avanzados del Instituto Politécnico Nacional
El Centro de Investigación y de Estudios Avanzados del Instituto Politécnico Nacional (CINVESTAV-IPN) es un organismo descentralizado de interés público, creado por decreto presidencial el 17 de abril de 1961. Adquirió autonomía jurídica, administrativa y presupuestaria el 17 de septiembre de 1982, por decreto del presidente José López Portillo. El CINVESTAV-IPN cuenta con 33 departamentos separados por áreas del conocimiento, así como 10 campus en México. Tres de ellos se encuentran en la Ciudad de México y el resto distribuidos a lo largo del país.[cita requerida]

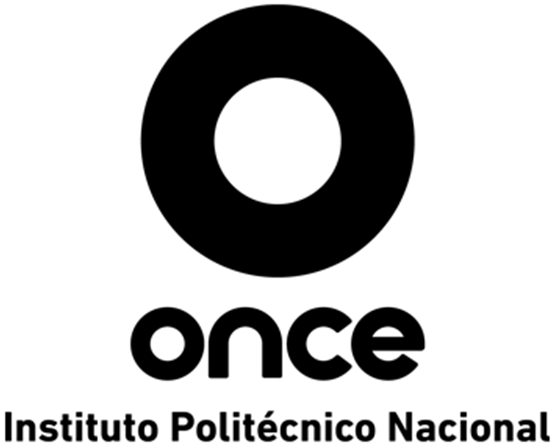
Estación de televisión Canal Once

### Estación de televisión Canal Once
XEIPN-TDT, también conocido como Canal Once, es una estación de televisión mexicana que inició sus transmisiones el 2 de marzo de 1959 en un estudio del Casco de Santo Tomás. Es la primera estación de televisión educativa y cultural de México sin fines comerciales, además de que es considerada la decana de las televisoras universitarias en Latinoamérica. Transmite directamente en el Valle de México utilizando el canal virtual 11.1. Su lema es Abre horizontes, y su señal internacional se sintoniza en los Estados Unidos por medio de sistemas de Televisión por satélite.[cita requerida]

### Estación de radioEl Politécnico en Radio
La Estación de Radiodifusión XHIPN-FM, El Politécnico en Radio, es la estación de radio oficial del Instituto Politécnico Nacional, localizada en la Ciudad de México, que transmite en los 95.7 MHz de FM. Es operada desde la Escuela Superior de Ingeniería Mecánica y Eléctrica (ESIME) Unidad Culhuacán. Comenzó oficialmente sus transmisiones en 1984 como apoyo académico para la carrera de Ingeniería en Comunicaciones y Electrónica. El 5 de septiembre de 1994 se le reotorga la frecuencia 95.7 MHz y comenzó a operar de manera continua. Cuenta con muchos programas al aire con diversas temáticas, transmite música de diferentes géneros, aunque toda la programación gira en torno al tema cultural. El día 31 de julio de 2019, el Instituto Federal de Telecomunicaciones autorizó su cambio de distintivo de XHUPC-FM a XHIPN-FM.

## Símbolos e identidad

### Escudo
El escudo fue creado entre 1944 y 1945, cuando la Federación Nacional de Estudiantes Técnicos (FNET) emitió una convocatoria para diseñar un escudo representativo de las escuelas del IPN. El diseño elegido fue el de los alumnos Armando López Fonseca y Jorge Grajales. El escudo se modificó en 1948, pero conservó sus elementos originales. Presenta las siglas IPN, un edificio que representa la arquitectura y la ingeniería civil, un engrane que simboliza la ingeniería mecánica, un matraz rodeado por una serpiente para las ciencias médico-biológicas y la química, y por último una balanza para las ciencias administrativas, económicas y sociales.

### Lema
En 1937, durante el primer Congreso Nacional de Estudiantes Técnicos, realizado en Chihuahua, el entonces estudiante Jesús Robles Martínez propuso la frase La Técnica al Servicio de una Patria Mejor. Años más tarde, se modificó por la frase La Técnica al Servicio de la Patria, que es el lema actual.

### Himno
El himno del IPN fue creado durante la administración de Eugenio Méndez Docurro y el XXV Aniversario de la Fundación del IPN. Se eligió a través de una convocatoria, y fue la ganadora del concurso la letra de la maestra Carmen de la Fuente. Posteriormente, también por concurso, se eligió la música del profesor Armando González Domínguez. El himno se interpretó por primera vez el 19 de agosto de 1961, en la ceremonia del XXV Aniversario, realizada en Zacatenco, que contó con la asistencia del entonces presidente de la República Adolfo López Mateos.

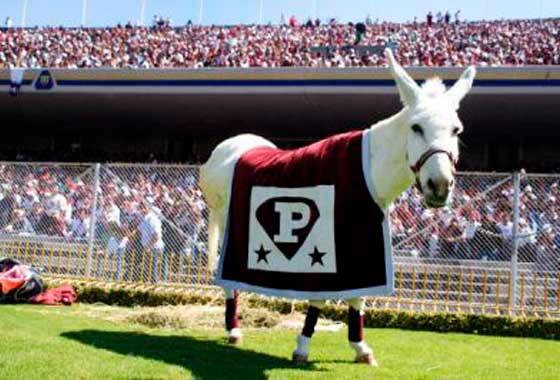
Mascota del IPN

### Mascota
La mascota elegida para el IPN es un burro blanco, su origen es de carácter incierto; pero es común la versión que narra el encuentro con una burra blanca por parte de un integrante del equipo de fútbol americano, en los límites de la Exhacienda de Santo Tomás durante los años 30, terreno donde se construía el IPN.
La construcción del Politécnico se hizo en el Casco de Santo Tomás. El área deportiva inició de manera rudimentaria y por iniciativa de los alumnos. En el lugar que se convertiría en el estadio, pastoreaba una burrita blanca que, debido a la simpatía que despertó entre los estudiantes, dio nombre a la escuadra de fútbol americano: Los Burros Blancos del Poli.

### Porra
La porra del IPN dice: "¡Huélum, Huélum, Gloria! ¡A la cachi cachi porra, a la cachi cachi porra! ¡Pim pom porra, pim pom porra! ¡Politécnico, Politécnico, Gloria!" Fue creada en agosto de 1937 por Víctor Chambón Burgoa, cuyo nombre es ¡Huélum!, palabra derivada de la consigna “¡huelga, huelga!”. Por otra parte, en 1952 Dámaso Pérez Prado compuso el Mambo del Politécnico, inspirándose en dicha porra.
La palabra ¡Gloria! viene a sustituir al famoso "ra ra" típica palabra de las porras, dicha palabra fue sugerida por una joven, argumentando que el Politécnico era la Gloria.
¡Cachiporra! Literalmente esta palabra hace alusión a un instrumento de la policía, utilizada frecuentemente para reprimir a los huelguistas. Fue tomada al buscar que la porra tuviera “mucho pegue”, de ahí la relación con la misma.

## Arte y cultura
Anexo:Difusión Cultural del IPN
Entre las agrupaciones culturales que distinguen al instituto, se encuentran:
EL CINE EN EL I.P.N.
EL SALÓN INDIEN
- Orquesta Sinfónica del Instituto Politécnico Nacional (OSIPN), fundada en 1965.
- Coro Alpha Nova del Instituto Politécnico Nacional, fundado en 1999.
- Centro cultural Jaime Torres Bodet

TALLERES ARTÍSTICOS
Ofrece cerca de 140 talleres artístico-culturales, impartidos en todas las unidades académicas.
ACERVO ARTÍSTICO

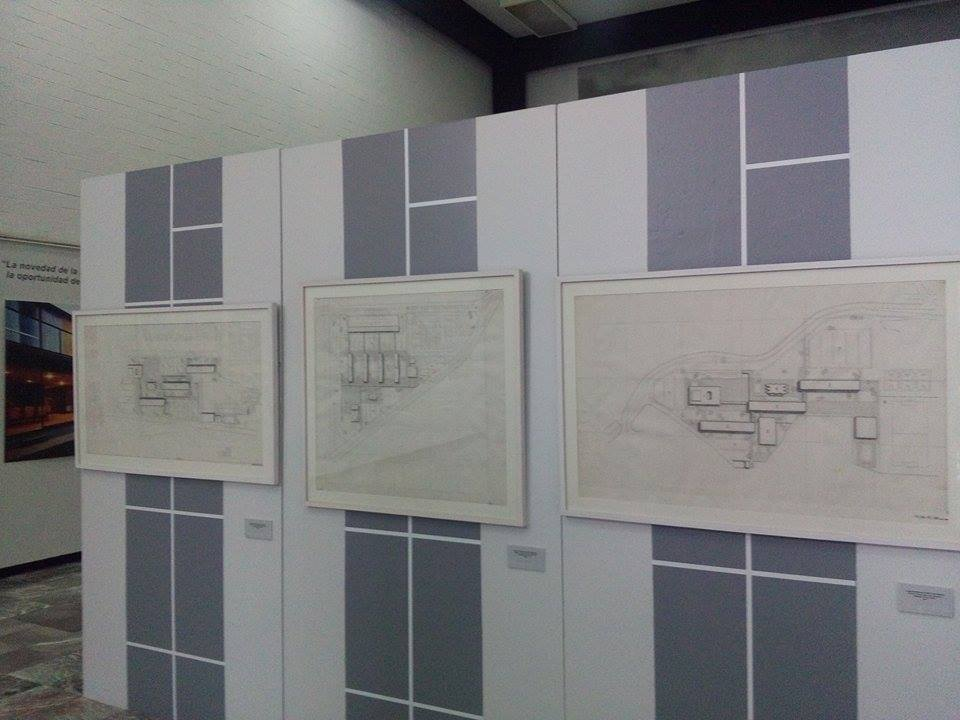
Vista de una parte de la exposición sobre las obras de Reynaldo Pérez Rayón exhibida en el centro cultural Jaime Torres Bodet (el queso) en 2015

Como parte de la misión histórica del IPN, el instituto también cuenta con un importante acervo cultural: las instalaciones del Antiguo convento de San Lorenzo Diácono y Mártir en la Ciudad de México (ahora Centro de Educación Continua, unidad Allende), y una importante colección de obras plásticas, (cerca de 900 piezas entre obra gráfica, pintura, mural, fotografía y esculturas) de David Alfaro Siqueiros, Juan O'Gorman, Manuel Felguérez, Juan Soriano, Raúl Anguiano, José Luis Cuevas, Leonora Carrington, Pedro Coronel y Martha Chapa, entre otros.
De los medios de difusión de la cultura con que cuenta el instituto, destacan:
- Museo Tezózomoc, (CeDiCyT) Centro de Difusión de Ciencia y Tecnología, dirigido principalmente a niños y jóvenes, fundado en el año 2000.
- Planetario Luis Enrique Erro, Centro de Divulgación de las Ciencias del Espacio, fundado en 1967.
- XEIPN-TV, (Canal Once), el primer canal de televisión cultural del México, fundado en 1959.
- XHIPN-FM, (Radio IPN), fundada en 1994.

## Deportes

### Instalaciones deportivas

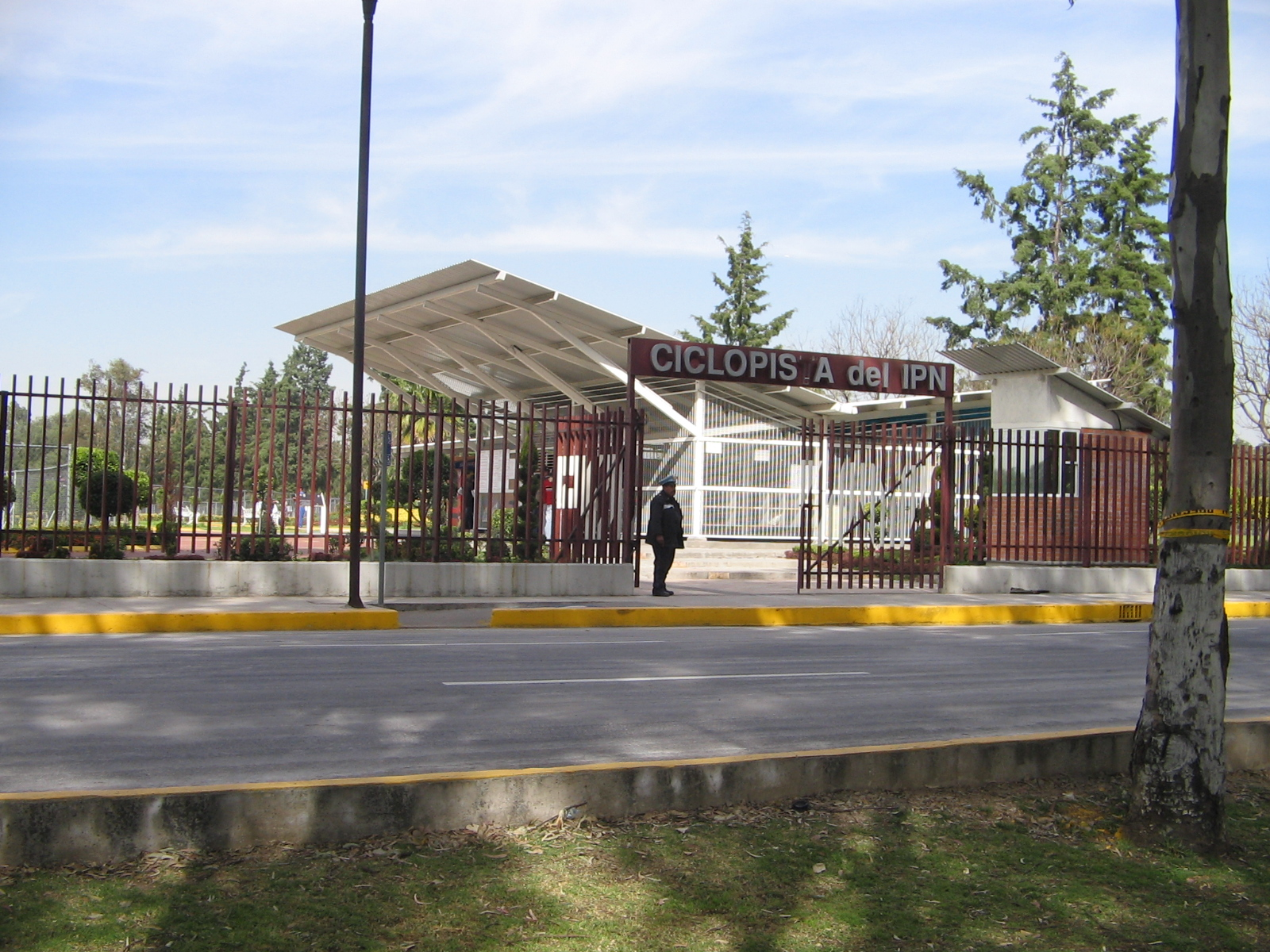
Ciclopista del IPN

El instituto ofrece 27 actividades deportivas que buscan complementar la formación de sus estudiantes. Para ello, cuenta con instalaciones como albercas, estadios, gimnasios y canchas. Entre los deportes más practicados se encuentran: fútbol asociación, fútbol americano, baloncesto, taekwondo, kick boxing, krav maga, muay thai, judo, lucha grecorromana, lucha olímpica, jiu jitsu, lima lama, karate, aikido, esgrima, sambo, kung fu, tae chi, box, artes marciales mixtas, san da, wushu, pelea callejera, carreras, jabalina, voleibol, natación, béisbol y tiro con arco, entre otros.

### Fútbol americano
Desde la fundación del instituto en 1936 surgió el fútbol americano en el IPN con el equipo Politécnico, el cual se llamó posteriormente Burros Blancos (conservando la letra "P" en su casco). Es el deporte de mayor representación por su historia, logros y afición. Años después, ante la alta demanda de jugadores que practicaban este deporte, los Burros Blancos se dividieron en diferentes equipos para ampliar la oferta deportiva: estos fueron los equipos Poli Guinda y Poli Blanco. Estos a su vez dieron paso a otros de gran tradición en el deporte del ovoide mexicano como las Águilas Blancas, Búhos y Cheyennes; a los que se sumaron otros como los Pieles Rojas y la Ola Verde de UPIICSA.
En la actualidad, el IPN tiene diversos equipos de fútbol americano en sus respectivas vocacionales y escuelas de estudios superiores, las cuales participan en las ligas de fútbol americano colegial de México como la ONEFA y FADEMAC, así como en torneos interpolitécnicos e interfacultades con las instituciones de la UNAM. Cuenta con 9 equipos que participan en la categoría intermedia en las ligas ONEFA y FADEMAC, y con los equipos Águilas Blancas  y Burros Blancos que representan al IPN en la Liga Mayor de la ONEFA.

#### Equipos categoría juvenil y juvenil AA
- Pegasos CECyT #1
- Cheyennes CECyT #2
- Zorros CECyT #3
- Jaguares CECyT #4
- Centauros CECyT #5
- Búhos CECyT #6
- Vikingos CECyT #7
- Sioux CECyT #8
- Fogoneros Infernales CECyT #9
- Osos Blancos CECyT #10
- Dragones CECyT #11
- Ciervos CECyT #12
- Coyotes CECyT #13
- Halcones CET #1

#### Equipos categoría intermedia
- Águilas Blancas ESCA Santo Tomás
- Átomos ESIQIE
- Burros Blancos Intermedia
- Búhos ESM
- Cheyennes ESIME Zacatenco
- Cheyennes ESIME Culhuacán
- Lobos Plateados ESIA Tecamalchalco
- Ola Verde UPIICSA
- Pieles Rojas ESIQIE (Extinto. Dio paso a los Burros Blancos Intermedia)
- Patriotas UPIIG Silao
- Spartans UPIITA

#### Equipos de la liga mayor
- Águilas Blancas
- Burros Blancos
- Búhos IPN

#### Logros deportivos en fútbol americano
Sus equipos representativos han logrado 23 campeonatos en sus distintas etapas:
Campeonatos nacionales de Liga Mayor:
- Politécnico (Burros Blancos): 1945, 1948, 1950, 1953, 1954 y 1955
- IPN (ESIME - Comercio): 1958
- Poli Blanco: 1960 y 1962
- Poli Guinda: 1963, 1964 y 1965
- Búhos: 1969
- Águilas Blancas (ESCA - ESIQIE): 1973, 1981, 1982, 1988 y 1992
- Burros Blancos: 2019

Campeonatos de la Conferencia Nacional (de ascenso) de la Liga Mayor
- IPN (ESIA - Lobos Plateados Conf. Nacional): 1981
- Pieles Rojas: 1989
- Burros Blancos: 2007
- Cheyennes ESIME Zacatenco: 2015

Otros campeonatos
- Patriotas UPIIG-IPN: 2016, 2017, 2018

### Fútbol soccer
- Existe un equipo profesional de fútbol soccer en la ciudad de Oaxtepec, Morelos llamado FC Politécnico. Sin embargo, este no tiene ninguna relación con la institución como la declaró la misma.[52]

El Instituto Politécnico Nacional (IPN) puntualiza que el Futbol Club Politécnico, AC no pertenece a esta casa de estudios, ni es auspiciado bajo ningún concepto por ésta, por lo tanto no está autorizado para utilizar sus elementos de identidad institucional tales como nombre, escudo, emblemas, colores y mascotas.

## La Fundación Politécnico, A.C.
La Fundación Politécnico, A.C., es una organización no lucrativa, constituida el 21 de mayo de 1996, por un grupo de egresados y amigos del Instituto Politécnico Nacional (IPN) y como una donataria autorizada por la Secretaría de Hacienda y Crédito Público, de acuerdo con lo publicado en el Diario Oficial de la Federación (DOF) el 21 de octubre de 1996. Su propósito es procurar fondos materiales y económicos para apoyar el Programa de Desarrollo Institucional del IPN. Tiene por objeto contribuir con el Instituto Politécnico Nacional, a través de la promoción y captación de donativos que apoyen financieramente la realización de proyectos académicos, científicos, tecnológicos y culturales que realiza día a día la comunidad politécnica.